# Appandoddi, Raichur
Appandoddi là một làng thuộc tehsil Raichur, huyện Raichur, bang Karnataka, Ấn Độ.